# Norsholm
Norsholm är en tätort i Norrköpings kommun i Östergötlands län, belägen inom Kimstads socken på mark från Norsholms herrgård. Den ligger 15 km sydväst om Norrköping vid motorvägen E4:an, Göta kanal, Södra stambanan, Motala ström och sjön Roxen.
Samhället växte fram kring Norsholms kanalstation och Norsholms järnvägsstation, den senare öppnad 1872.
Vägbron över Göta kanal är en svängbro byggd 1984.

## Historia
Tidigare anslöt de smalspåriga järnvägslinjerna Norra Östergötlands Järnvägar och Norsholm–Västervik–Hultsfreds Järnvägar till järnvägsstationen i Norsholm. Stationshuset revs 1978.

### Befolkningsutveckling
| Befolkningsutvecklingen i Norsholm 1960–2020 | Befolkningsutvecklingen i Norsholm 1960–2020 | Befolkningsutvecklingen i Norsholm 1960–2020 | Befolkningsutvecklingen i Norsholm 1960–2020 | Befolkningsutvecklingen i Norsholm 1960–2020 |
| -------------------------------------------- | -------------------------------------------- | -------------------------------------------- | -------------------------------------------- | -------------------------------------------- |
|                                              |                                              |                                              |                                              |                                              |
| År                                           |                                              |                                              | Folkmängd                                    | Areal (ha)                                   |
| 1960                                         | 1960                                         |                                              | 366                                          |                                              |
| 1965                                         | 1965                                         |                                              | 355                                          |                                              |
| 1970                                         | 1970                                         |                                              | 246                                          |                                              |
| 1975                                         | 1975                                         |                                              | 289                                          |                                              |
| 1980                                         | 1980                                         |                                              | 453                                          |                                              |
| 1990                                         | 1990                                         |                                              | 610                                          | 78                                           |
| 1995                                         | 1995                                         |                                              | 617                                          | 78                                           |
| 2000                                         | 2000                                         |                                              | 572                                          | 78                                           |
| 2005                                         | 2005                                         |                                              | 573                                          | 78                                           |
| 2010                                         | 2010                                         |                                              | 615                                          | 80                                           |
| 2015                                         | 2015                                         |                                              | 566                                          | 53                                           |
| 2020                                         | 2020                                         |                                              | 556                                          | 54                                           |
|                                              |                                              |                                              |                                              |                                              |

## Idrott
Orten har en aktiv idrottsförening som förutom det sportsliga engagemanget även driver mycket social verksamhet.

## Norsholm i film
Här förlades inspelning av scener till Göta kanal-filmerna och Den blomstertid nu kommer (film).

## Bilder

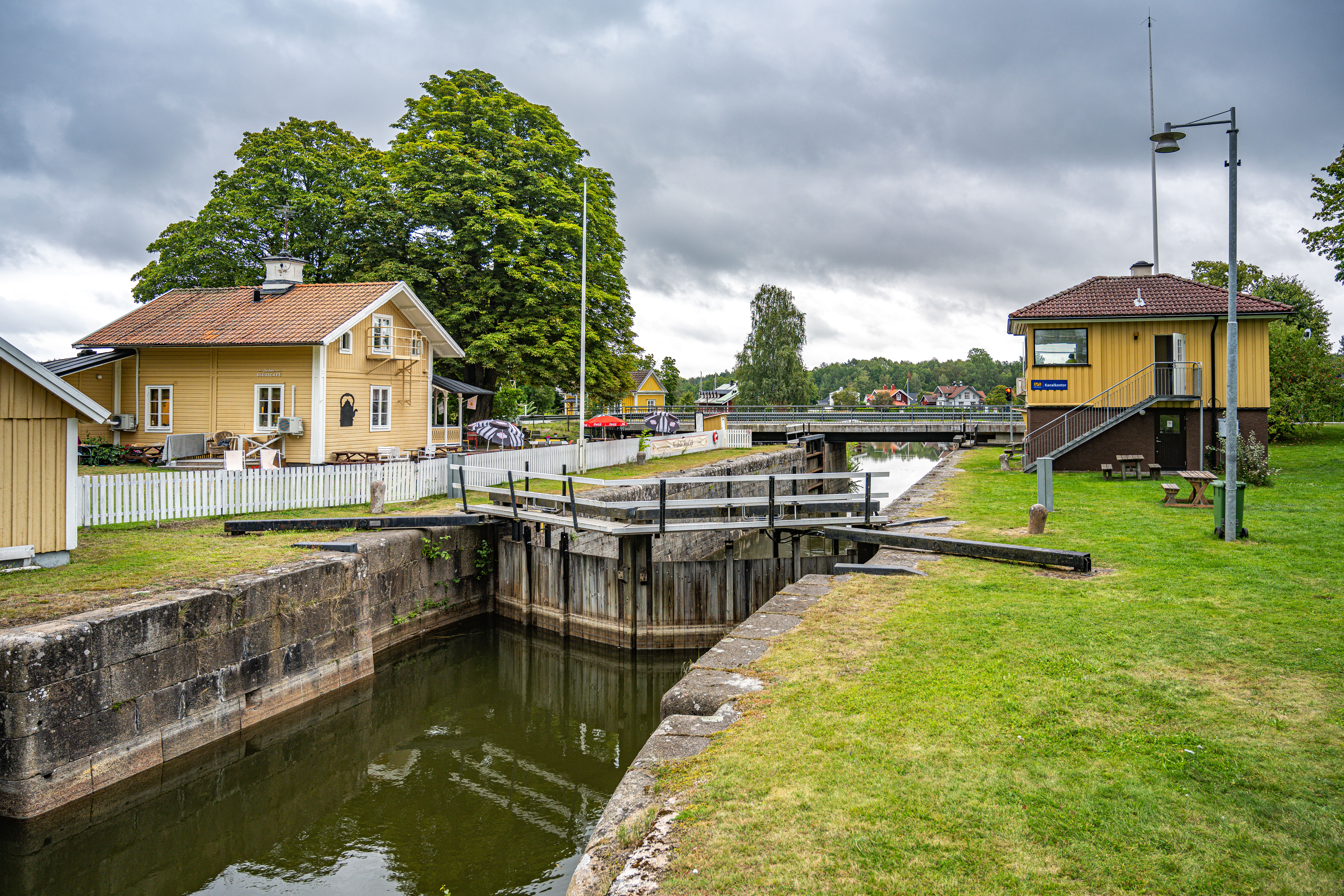
Slussen med svängbron i bakgrunden.
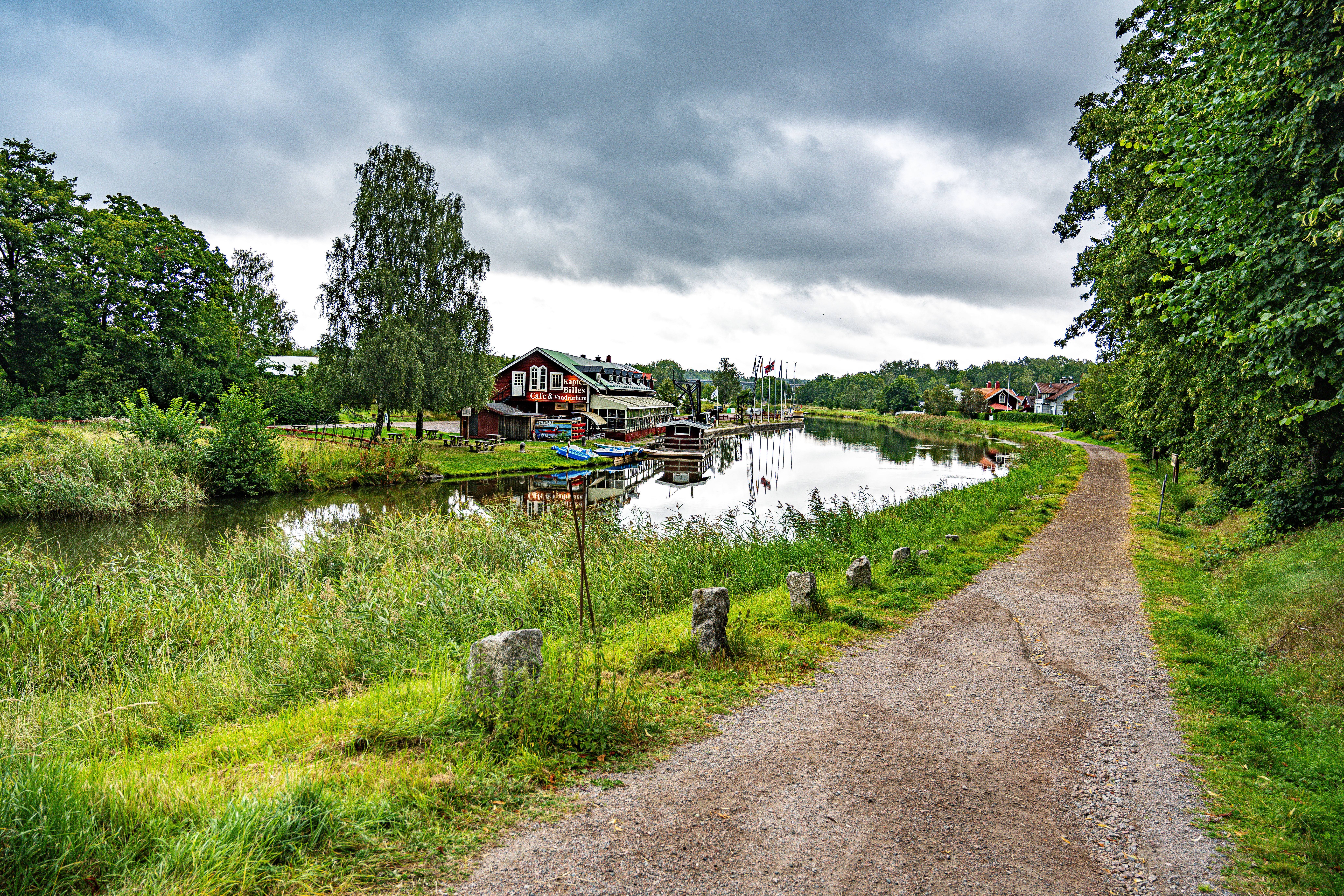
Göta kanal och cykelleden.
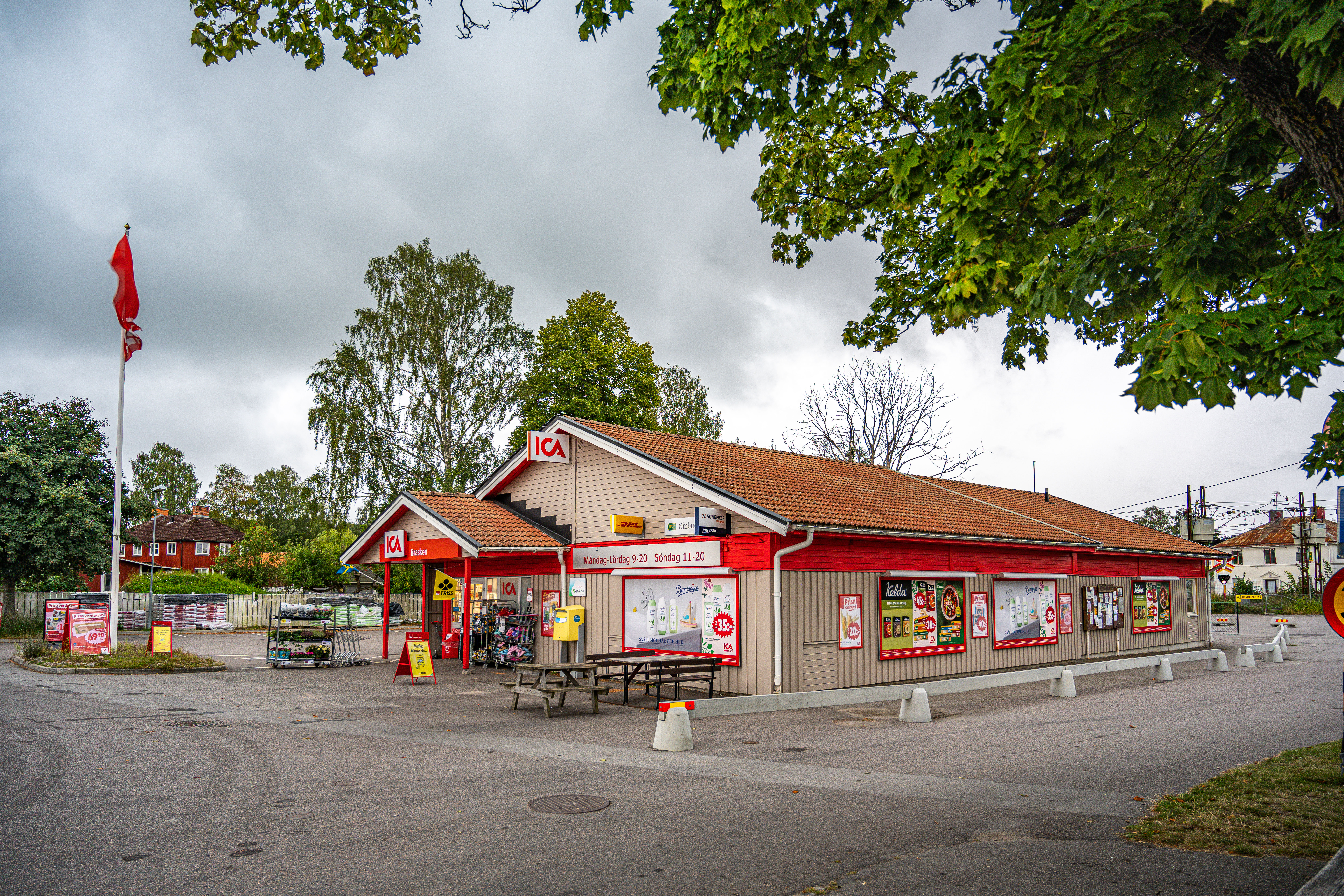
ICA-butiken.
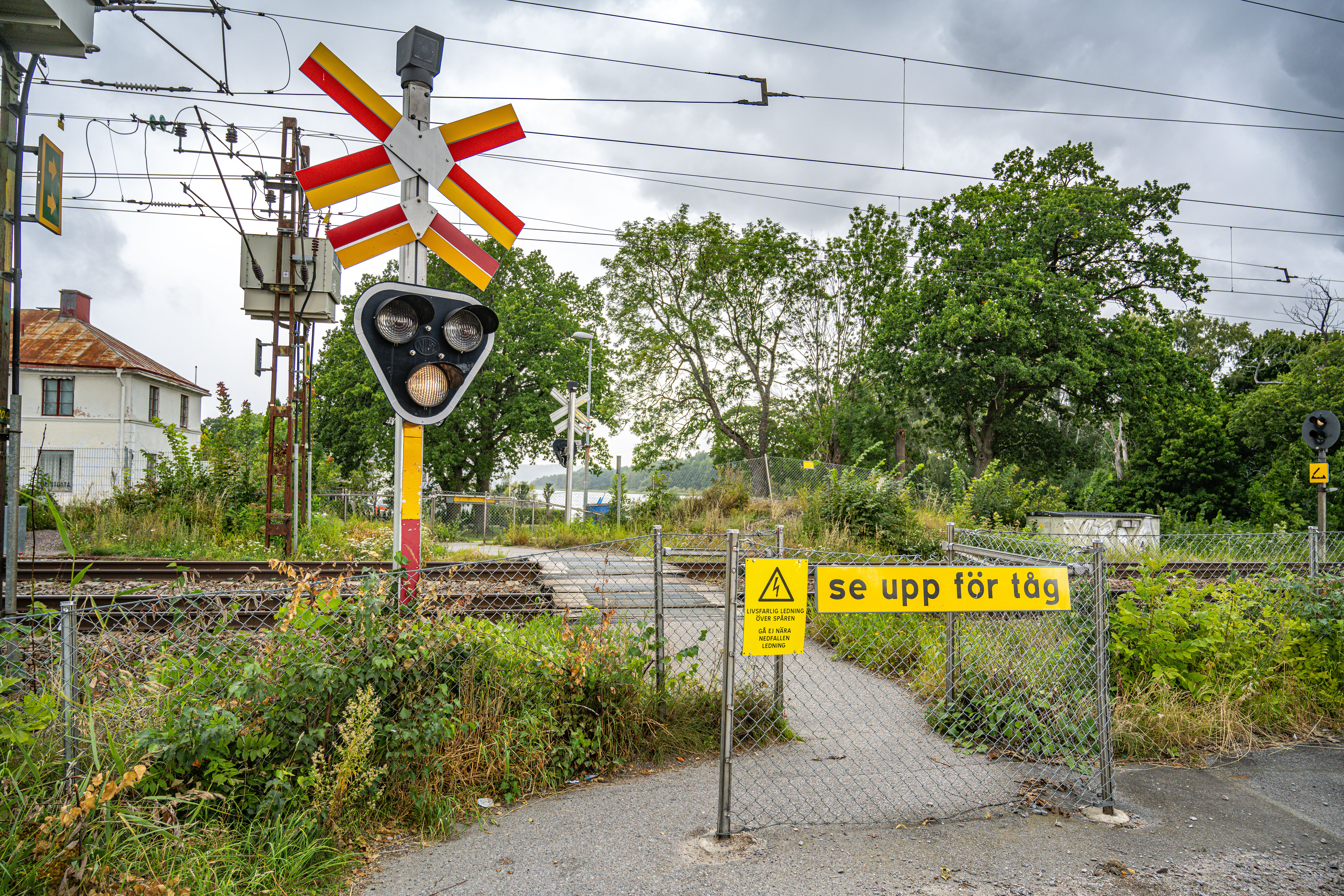
Järnvägsövergången.